# Horst Kutscher
Horst Kutscher (ur. 5 lipca 1931 w Berlinie; zm. 15 stycznia 1963 tamże) – ofiara śmiertelna Muru Berlińskiego, zastrzelona przez żołnierzy wojsk granicznych podczas próby ucieczki do Berlina Zachodniego.

## Życiorys
Jako najmłodsze dziecko piętnastoosobowej rodziny Kutscher przyszedł na świat we wschodnioberlińskim okręgu Treptow, dorastając w należącej do tegoż dzielnicy Adlershof. W wieku 14 lat opuścił szkołę rozpoczynając naukę zawodu blacharza, którą przerwał już po sześciu miesiącach. Ostatecznie znalazł pracę w zawodzie sprzątacza, później w składzie węglowym. W 1952 r. ożenił się, doczekując się szóstki dzieci. W młodości wielokrotnie popadał w konflikt z prawem z powodu kradzieży czy pobicia. W 1956 r. zwerbowany został przez Volkspolizei na stanowisko tajnego informatora, współpracę zakończono jednak już po trzech miesiącach z powodu charakteryzującej Kutschera niesolidności.  
W kwietniu 1956 r. wraz z żoną oraz trójką urodzonych dotąd dzieci podjął pierwszą ucieczkę do Niemiec Zachodnich. Rodzina osiedliła się w Bochum, gdzie przyszło wkrótce na świat czwarte dziecko. Po zaledwie rocznym pobycie tamże rodzina wróciła jednak do NRD. W 1960 r. Kutscher popadł w problemy alkoholowe, przez co rozstał się z żoną. Sąd orzekł rozwód w listopadzie 1962 r. Miesiąc później z powodu alkoholizmu Kutscher stracił również pracę w składzie węgla. Wniesione przez zwolnionego odwołanie w rejonowym sądzie pracy zostało odrzucone 14 stycznia 1963 r. Dzień ów Kutscher spędził wraz z również  zwolnionym z pracy w składzie węgla przyjacielem Joachimem. Spożywając w rozmaitych lokalach napoje alkoholowe, obaj sfrustrowani podjęli decyzję o ucieczce na Zachód.  

## Ucieczka
Około godziny 22:00 mężczyźni udali się w pobliże umocnień granicznych przy ulicy Semmelweißstraße. Plan ich ucieczki zakładał przedostanie się do Berlina Zachodniego przez zamarznięte koryto Teltowkanal. Z powodu nadchodzącego szóstego uroczystego dnia obrad SED wzmocniono wszystkie środki kontroli granicznej, w związku z czym przylegający do Teltowkanal teren został intensywnie oświetlony. W związku z tymże uciekinierzy zmienili plan próbując dostać się do umocnień granicznych przy ogródkach działkowych przy Rudower Straße. Mężczyźni wczołgali się pod pierwszym płotem do pasa granicznego, oczekując tam w bezruchu na oddalenie się strażników. Podczas osiągnięcia ostatniego z  płotów uciekinierzy zostali zauważeni przez strażników, którzy bez wcześniejszego ostrzeżenia dwukrotnie oddali strzały, wskutek czego Kutscher został trafiony. Towarzyszący mu przyjaciel Joachim został aresztowany, sam ranny zmarł podczas transportu do posterunku wartowniczego. 
Horst Kutscher został pochowany anonimowo, rodzinie zabitego nie zezwolono na udział w pogrzebie. W Berlinie Zachodnim dowiedziano się o jego śmierci dzięki relacjom zbiegłego z NRD więźnia, dzielącego wcześniej celę z przyjacielem ofiary Joachimem. 